# Henry Royce
Frederick Henry Royce, 1² Baronet (Alwalton, 27 de março de 1863 — West Wittering, 22 de abril de 1933) foi um pioneiro da indústria automobilística, que com Charles Rolls fundou a Rolls-Royce.

## Carreira
A Rolls-Royce inicialmente se concentrou em grandes carros motorizados de 40 a 50 cavalos de potência, o Silver Ghost e seus sucessores. Royce produziu seu primeiro motor aeronáutico logo após a eclosão da Primeira Guerra Mundial e os motores de aeronaves se tornaram o principal produto da Rolls-Royce.

A saúde de Royce piorou em 1911 e ele foi persuadido a deixar sua fábrica em Midlands em Derby e, levando uma equipe de designers, se mudar para o sul da Inglaterra passando os invernos no sul da França. Ele morreu em sua casa em Sussex na primavera de 1933.